# Исакова, Барият Айгуновна
 Барият Айгуновна Исакова (26 декабря 2002, с. Чох, Гунибский район, Дагестан, Россия) — российская тхэквондистка. Призёр чемпионатов России.

## Биография
Уроженка селения Чох, живёт с родителями в городе Каспийске. Спортивную карьеру начала в 2019 году. Тренируется под руководством Тагира Лукманова. В октябре 2019 года в Казани на чемпионате России стала обладательницей бронзовой награды. В сентябре 2020 года на всероссийской Универсиаде в Екатеринбурге завоевала бронзовую медаль. В сентябре 2021 года в Одинцово стала серебряным призёром чемпионата России. В конце сентября 2022 года в Нальчике стала бронзовым призёром чемпионата России.

## Достижения
- Чемпионат России по тхэквондо 2019 — ;
- Чемпионат России по тхэквондо 2021 — ;
- Чемпионат России по тхэквондо 2022 — ;

## Личная жизнь
Является студенткой Дагестанского государственного педагогического университета.